# Spike S-512
Spike S-512 je projekt nadzvočnega poslovnega letala, ki ga razvija ameriško podjetje Spike Aerospace iz Bostona. Če bo zgrajen, bo omogočil lete iz New Yorka v London v treh do štirih urah namesto običajnih pet do šest. Letalo ne bo imelo oken v potniški kabini, namesto tega bo imelo majhne kamere, ki bodo prikazovale sliko na notranjih stenah trupa.
Po več prestavitvah je proizvajalec septembra 2018 objavil načrt, da bodo prve polete izvedli v začetku leta 2021 in pričeli z dobavo kupcem leta 2023.

## Preliminarne tehnične specifikacije
- Kapaciteta: 18 potnikov
- Dolžina: 131 čevljev
- Razpon kril: 60 čevljev
- Višina: ()
- Površina krila: 1125 m²
- Prazna teža: 38000 funtov
- Maks. vzletna teža: 84000 funtov
- Motorji: 2 × Pratt & Whitney JT8D turbofan

- Maks. hitrost: Mach 1,8 (1100 mph)
- Potovalna hitrost: Mach 1,6
- Dolet: 4,000 navtičnih milj